# 미나미오노미촌
미나미오노미촌(南大呑村)은 이시카와현 가시마군에 있던 촌이다. 현재의 나나오시에 해당한다.

## 지리
- 현재의 나나오시 남부에 위치하고 있으며, 남쪽은 도야마현과의 경계를 이루고 있다.
- 농업, 임업, 어업이 주요 산업이었으며, 석회석 생산도 이루어졌다. 또한, 짚 제품 제조, 직물업도 많이 이루어졌다.

## 역사
- 1889년 4월 1일 - 정촌제 시행에 의해 6개 촌의 구역을 가지고 성립하였다.
- 1954년 3월 31일 - 미나미오노촌, 사키야마촌, 다카시나촌, 기타오노미촌과 함께 나나오시에 편입되었다.

## 인구
| 년     | 세대수 | 인구  |
| ------ | ------ | ----- |
| 1889년 | 390    | 2,183 |
| 1920년 | 432    | 2,460 |
| 1953년 | 476    | 2,575 |

## 참고문헌
- 大日本篤農家名鑑編纂所編『大日本篤農家名鑑』大日本篤農家名鑑編纂所、1910年。